# Ijimia felina
Ijimia felina (Syn. Polycelis felina) ist eine Art der Strudelwürmer, die auch Planarien genannt werden. Die Art ist in Europa beheimatet und lebt meist in schnell fließenden Gewässern.

## Merkmale
Die Art wird etwa 20 mm lang. Der Körper ist braun, grau oder schwarz gefärbt und am vorderen Kopfrand befinden sich zwei auffällige Tentakeln und viele kleine Augen.

## Verbreitung und Lebensraum
Das Verbreitungsgebiet der Art umfasst Teile West- und Mitteleuropas. Bekannt ist die Art aus Großbritannien, Irland, Frankreich, die spanischen Gebiete der Pyrenäen, Belgien, Luxemburg, den Niederlanden, Deutschland, Dänemark, die Schweiz, Österreich, Tschechien, Polen, der Slowakei und Bosnien & Herzegowina.
Die Art findet sich unter Steinen in schnell fließenden Bächen und Flüssen und scheint eine Vorliebe für kalkhaltiges Wasser zu haben, obwohl andere Forschungen ergeben haben, dass die Art in kalksteinhaltigen Gebieten seltener zu finden ist. Im Norden der Britischen Inseln lebt Ijimia felina auch in stehenden Gewässern. Die Art verträgt geringfügig höhere Temperaturen als der Alpenstrudelwurm (Crenobia alpina), ist aber trotzdem empfindlich gegenüber Temperaturschwankungen (stenotherm) und benötigt einen hohen Sauerstoffgehalt. Außerdem kann ein hoher Aluminiumgehalt für sie gefährlich sein. Die Art kommt bei Wassertemperaturen zwischen 0,5 °C und 15,75 °C vor. Bei Temperaturen über 17 °C wurde die Art in Großbritannien nicht gefunden. Dort wo sie vorkommt, kann sie zu den häufigeren Strudelwürmern zählen.

## Lebensweise
Die Art ist zwittrig und bewegt sich mittels ciliären Gleitens. Die räuberische Art ernährt sich von Wasserasseln, Süßwassergarnelen wie Atyaephyra desmarestii oder der Neuseeländischen Zwergdeckelschnecke.

## Taxonomie
Die Art wurde 1814 von John Graham Dalyell als Planaria felina erstbeschrieben. Häufige in der Literatur zu findende Synonyme sind Polycelis felina (Dalyell, 1814) und Polycelis cornuta (Johnston, 1822). Ein weiteres Synonym ist Planaria viganensis Dugès, 1830.

### Unterarten
Innerhalb der Art gibt es fünf Unterarten.
- Ijimia felina borelli (Vandel, 1921)
- Ijimia felina brunnea (Borelli, 1895)
- Ijimia felina felina (Dalyell, 1814)
- Ijimia felina fissipara (Thienemann, 1949)
- Ijimia felina viganensis (Dugès, 1830)

### Andere europäische Planarien
Weitere gut bekannte Arten aus Europa beinhalten den Dreieckstrudelwurm bzw. die Bachplanarie (Dugesia gonocephala), den Alpenstrudelwurm (Crenobia alpina) oder die Milchweiße Planarie (Dendrocoelum lactea).